# Народицька районна рада
Наро́дицька райо́нна ра́да — орган місцевого самоврядування Народицького району Житомирської області. Розміщується в селищі міського типу Народичі, котре є адміністративним центром Народицького району.
Територія Народицького району збігається з межами Народицької селищної територіальної громади, тому район і Народицька районна рада можуть бути ліквідовані.

## VII скликання

### Склад ради
Загальний склад ради: 26 депутатів.
Виборчий бар'єр на чергових місцевих виборах 2015 року подолали місцеві організації п'яти політичних партій — всі, що висунули кандидатів. Найбільше депутатських місць отримала «Європейська солідарність» — 7 депутатських місць; далі розташувались Аграрна партія України — 5, «Опозиційний блок» та «Нова держава» — по 4 депутати, Всеукраїнське об'єднання «Батьківщина» та Радикальна партія Олега Ляшка — по 3 мандати.

### Голова
Головою Народицької районної ради VII скликання обрано депутата від «Батьківщини» Івана Васильовича Невмержицького.